# Zlinka
Zlinka (en rus: Злынка) és una ciutat de l'óblast de Briansk, a Rússia, segons el cens del 2021 tenia 5.270 habitants. És la capital del districte (raion) homònim. Es troba a 5 km a l'est de la frontera amb Bielorússia, a la carretera que uneix Briansk i Gómel.

## Història
La vila fou fundada a principis del segle XVIII per vells creients que es refugiaren en aquesta zona, que llavors pertanyia a l'Hetmanat cosac. Durant el segle XIX, el poble fou un important centre de fusteria, la qual cosa encara es reflecteix en l'arquitectura tradicional de les cases de fusta. La Unió Soviètica li atorgà l'estatus de ciutat el 1925. El 1986, la ciutat quedà greument afectada per la radiació de l'accident de Txernòbil.